# Poecillastra
Poecillastra is een geslacht van sponsdieren uit de klasse van de Demospongiae (gewone sponzen). 

## Soorten
- Poecillastra antonbruunae Carvalho, Desqueyroux-Faúndez & Hajdu, 2011
- Poecillastra ciliata Wilson, 1925
- Poecillastra compressa (Bowerbank, 1866)
- Poecillastra crassiuscula (Sollas, 1886)
- Poecillastra cribraria Wilson, 1904
- Poecillastra cumana Vosmaer, 1894
- Poecillastra eccentrica Dendy & Burton, 1926
- Poecillastra fragilis Vosmaer, 1894
- Poecillastra incrustans Sollas, 1888
- Poecillastra japonica (Thiele, 1898)
- Poecillastra laminaris (Sollas, 1886)
- Poecillastra maremontana Carvalho, Desqueyroux-Faúndez & Hajdu, 2011
- Poecillastra rickettsi de Laubenfels, 1930
- Poecillastra rudiastra Pulitzer-Finali, 1983
- Poecillastra saxicola (Topsent, 1892)
- Poecillastra schulzei (Sollas, 1886)
- Poecillastra sinetridens Carvalho, Desqueyroux-Faúndez & Hajdu, 2011
- Poecillastra stipitata Lévi, 1993
- Poecillastra symbiotica Topsent, 1902
- Poecillastra tenuilaminaris (Sollas, 1886)
- Poecillastra tenuirhabda (Lendenfeld, 1907)
- Poecillastra tuberosa (Lévi, 1964)
- Poecillastra wondoensis Sim & Kim, 1995

Niet geaccepteerde soorten:
- Poecillastra amygdaloides → Nethea amygdaloides (Carter, 1876)
- Poecillastra nana → Nethea nana (Carter, 1880)